# Brunello Spinelli
Brunello Spinelli   (Florència, 26 de maig de 1939 - Florència, 6 de febrer de 2018) fou un waterpolista italià que va competir durant les dècades de 1950 i 1960.
El 1960 va prendre part en els Jocs Olímpics d'Estiu de Roma, on va guanyar la medalla d'or en la competició de waterpolo. En el seu palmarès també destaca una medalla de plata als Jocs del Mediterrani de 1959.
El 2015 fou guardonat amb el Collar d'or al Mèrit Esportiu.